# 㚻姦
㚻姦，亦作雞姦，指男性与男性之间的肛交性行为。
至今还有一些国家将男性与男性之间的肛交定为犯罪，但也有许多国家已经废除或不予执行這些法律。

## 汉语
明代文人沈德符在其《萬曆野獲編》補遺卷三記載：
閩人酷重男色，無論貴賤妍媸，各以其類相結，長者為契兄，少者為契弟。其兄入弟家，弟之父母撫愛之如婿，弟後日生計及娶妻諸費，俱取辦於契兄。其相愛者，年過而立，尚寢處如伉儷，至有他淫而告訐者，名曰㚻奸。㚻字不見韻書，蓋閩人所自撰……
清朝文人袁枚在其《隨園隨筆》中提到：
楊氏《正韵箋》：「律有㚻奸之條，音雞，將男作女也。」今男淫為雞奸，誤矣。
《康熙字典》也根據此收錄「㚻」字。